# Marcus Hanna
Pour les articles homonymes, voir Hanna.
Marcus Alonzo Hanna (connu sous le nom de Marcus A. Hanna et Mark A. Hanna) (24 septembre 1837 à Lisbon (Ohio) – 15 février 1904 à Washington DC) est un homme d'affaires et un homme politique américain. Il fut sénateur républicain de l'Ohio de 1897 à 1904. 
Il était un ami et un allié politique du président William McKinley. Il met à son service ses compétences et sa richesse pour soutenir les campagnes présidentielles de McKinley en 1896 et 1900. Après l'assassinat de William McKinley en 1901, il a travaillé pour la construction d'un canal au Panama, plutôt qu'ailleurs en Amérique centrale, comme cela avait été proposé précédemment.